# Garden City, New York
Garden City este o comunitate umană încorporată din comitatul Nassau, New York, Statele Unite ale Americii, care face parte din orașul Hempstead. A fost fondat de multimilionarul Alexander Turney Stewart în 1869 și se află pe Long Island, la est de New York City, la 18,5 mile (29,8 km) de centrul Manhattanului. Comunitatea este situată în mare parte pe teritoriul orașului Hempstead, iar o mică parte face parte din orașul North Hempstead.
Conform recensământului din 2010, populația din Garden City era de 22.371 locuitori.
Numele Garden City se aplică și altor câteva jurisdicții neincorporate, aflate în apropiere. Comunități umane din această regiune precum Garden City South, Garden City Park și East Garden City se află lângă comunitatea neincorporată Garden City, dar nu fac parte din ea. Centrul comercial și circuitul de viteză construite pe terenul fostul aeroport Roosevelt Field, de unde Charles Lindbergh a decolat în anul 1927 în zborul său transatlantic cu avionul Spirit of St Louis, este situat în East Garden City. Campusul principal al Universității Adelphi se află în Garden City.

## Importanță

### Personalități
- Herbert M. Allison, om de afaceri
- Eddie Arcaro, 1916–1997, jocheu
- Jason Blake, NHL All-Star
- Steven Chu, secretar de stat pentru energie, laureat al Premiului Nobel[4]
- Bruce Coslet, fost antrenor al New York Jets
- Dave DeBusschere, NBA Hall of Famer[5]
- Nelson DeMille, scriitor[6]
- Kent Desormeaux, jocheu
- Mick Foley, luptător profesionist
- John Gibson, jurnalist
- Kemp Hannon, senator de New York[7]
- Liza Huber, actriță de telenovele, Passions
- Joe Iconis, libretist de musicaluri
- Dave Jennings, former New York Giants punter
- Susan Lucci, actriță; a crescut în Garden City, a lucrat la Garden City Hotel și în 1978 s-a întors în Garden City[8]
- Eric Mangini, fost antrenor al New York Jets
- Christopher Masterson, actor
- Danny Masterson, actor
- Kiaran McLaughlin, antrenoare de cai de curse
- Jennifer McLogan, reporter de știri TV
- Connell McShane, redactoare la Fox Business Network
- Richard Migliore, jocheu
- Alexandra Miller, om de afaceri și politician din Florida
- Joe Mohen, om de afaceri în domeniul Internetului
- Bill Moyers, jurnalist
- Elliott Murphy, textier și cântăreț[9]
- Walter Hines Page, ambasador al SUA în Anglia în timpul Primului Război Mondial și cofondator al companiei Doubleday, Page and Co.
- Mark Parrish, NHL All-Star
- Ethan Phillips, actor de televiziune, Star Trek: Voyager[10]
- Denis Potvin, NHL All-Star
- Telly Savalas, actor[11]
- Lara Spencer, prezentatoare TV
- Mark Streit, NHL All-Star
- John Tesh, muzician
- William B. Turner, erou din Primul Război Mondial, decorat cu Medalia de Onoare[12][13]
- Chris Weidman, luptător UFC
- Paul Zaloom, actor și păpușar cunoscut ca Beakman din Beakman's World

### În cultura populară

#### Filme
- Boiler Room (2000)
- Election (1999)
- Frankenstein Meets the Space Monster (1965)
- Santa Claus Conquers the Martians (1964)
- Storytelling (2001)
- Street of the Dead (2008)
- The Antics of Ann (191
- Nașul (1972)
- The Judgment of Weeping Mary (2008)
- The Spirit of St. Louis (1957)[14][15]

## Legături externe
- Village of Garden City official Web site
- Garden City Chamber of Commerce